# Auna
Auna fue una empresa de telecomunicaciones surgida de la absorción de AunaCable por parte de Retevisión el 1 de octubre de 2002.

## Historia
El 21 de junio de 2000, la junta general de accionistas de Retevisión aprobó la creación de Auna (Auna Operadores de Telecomunicaciones, SA), un holding encargado de agrupar todas las participaciones en el campo de las telecomunicaciones que poseían los tres principales accionistas y socios de referencia de la compañía: Endesa, Telecom Italia y Unión Fenosa. Un cambio en la estructura empresarial del segundo operador de telecomunicaciones que se hizo “para maximizar el valor de sus acciones en el mercado”, tal y como apuntaba Telecom Italia en su anuario del año 2000. Según el balance, el proceso duró varios meses, iniciándose en abril y culminando a finales de diciembre del mismo año.
Auna Telecomunicaciones fue el primer operador alternativo de telecomunicaciones. Su origen procede de la fusión de AunaCable y Retevisión en 2002.
Su distribución por todo el territorio la situaba como compañía referente de telecomunicaciones a nivel nacional. Los servicios de Auna Telecomunicaciones se centraban en Internet de banda ancha, televisión por cable y telefonía fija.
- Auna agrupa las participaciones accionariales como: [3]
- Endesa (28%),
- Telecom Italia (27%)
- Unión FENOSA (17%)
- SCH (7,8%)
- Caja de Ahorros del Mediterráneo (2,7%)
- Caja de Ahorros de Navarra (2,3%)
- Unicaja (2,5%)
- Ibercaja (1%)
- Caixanova (1,2%)
- BBK (2%)
- Kutxa (2,7%)
- Euskaltel (2,4%) y otros minoritarios que incluyen a la mayoría de las cajas de ahorro españolas.

Auna ofrecía servicios de televisión por cable, telefonía fija e Internet, y formaba parte del Grupo Auna, que ofrecía además servicios de telefonía móvil bajo el nombre de Amena, actualmente Orange (propiedad de France Télécom).
La adquisición de Auna Telecomunicaciones por su competidor Ono dará lugar a una nueva compañía que tendrá el control mayoritario del mercado español del cable, con 1,6 millones de clientes y una facturación anual de casi 1.800 millones de euros. 
Auna fue absorbida el 3 de noviembre de 2005 por el operador ONO. 